# Euphyia juanaria
Euphyia juanaria är en fjärilsart som beskrevs av William Schaus 1901. Euphyia juanaria ingår i släktet Euphyia och familjen mätare. Inga underarter finns listade i Catalogue of Life.